# Thornton in Craven
Thornton in Craven est un village et une paroisse civile du Yorkshire du Nord, en Angleterre.